# Трибоадгезійний сепаратор

Трибоадгезійний сепаратор — сепаратор трибоелектричний, в якому діє комплекс сил: адгезії, електричної, відцентрової, гравітаційної.
У трибоадгезі́йному сепара́торі можна знепилювати, класифікувати і розділювати за речовинним складом різні матеріали крупністю 0 — 5 (8) мм, які надходять на поверхню барабана по спеціальному лотковому живильнику.
Барабан має змінні поверхні з різних матеріалів і обладнаний приладом для підігріву для регулювання його температури. Для запобігання можливого спотворення процесу усі частини апарату, в тому числі й барабан, заземлені.
При русі частинок матеріалу по живильнику в результаті контакту між ними і поверхнею лотка на частинках утворюються трибоелектричні заряди. Однойменні заряди перешкоджають злипанню тонкодисперсних частинок.
Розділення частинок здійснюється в результаті взаємодії комплексу сил: адгезії, електричної, відцентрової, гравітаційної. Для відриву частинки від поверхні барабану необхідно, щоб сума сил, діючих в напрямку від осі барабану, була більше суми сил, діючих в протилежному напрямку. При визначеній частоті обертання частинки, крупніше заданої граничної крупності, будуть відриватись від поверхні барабану, а більш дрібні — залишатися на його поверхні. Крупні частинки направляються у власний збірник, а дрібні, що утрималися на поверхні барабану, скидаються щіткою в інший збірник.
Граничні розміри частинок регулюються підбором матеріалу і характером обробки поверхні барабана, його частотою обертання і температурою нагріву, а також частотою і амплітудою вібрацій лотка. На трибоадгезійному сепараторі ефективно виділяються не тільки крупні, але й тонкі фракції (менше 0,07; 0,04; 0,02 мм). При роботі трибоадгезійних сепараторів відсутні втрати тонкоподрібнених частинок і пилоутворення.